# Picnoseus
Picnoseus is een geslacht van kevers uit de familie oliekevers (Meloidae).
Het geslacht is voor het eerst wetenschappelijk beschreven in 1851 door Solier in Gay.

## Soorten
Het geslacht omvat de volgende soorten:
- Picnoseus flavocinctus (Fairmaire & Germain, 1863)
- Picnoseus nigropicta Denier, 1932
- Picnoseus rubrofasciatus Denier, 1934
- Picnoseus xanthopterus (Gemminger, 1870)